# Jürgen Fuchs
Jurgen Fuchs (Pfaffenhofen, 28 de noviembre de 1965) fue un corredor de motocicletas alemán. Tuvo su mejor año en 1996 cuando terminó el año en cuarto lugar en Campeonato Mundial 250cc. Furchs sirvió como un piloto de desarrollo para la nueva motocicleta S1000RR de BMW.

## Carrera[2]
En 1994, debutó en el Gran Premio de Alemania en el Hockenheimring en 250 c.c.. En su primera carrera en el Campeonato del Mundo, Fuchs llegó en el puesto 18. Esta temporada Fuchs disputó otros cuatro Grandes Premios antes de ingresar al Campeonato del Mundo un año después de forma completa.
En su primera temporada completa en 250 c.c., Fuchs logró sus mejores resultados en Argentina y Cataluña y un octavo lugar al final de la temporada. En el Gran Premio de los Países Bajos en Assen, Fuchs subiría en un podio del Campeonato del Mundo por primera vez, detrás de su compañero de equipo y compatriota Ralf Waldmann y por delante de Max Biaggi. En Nürburgring y en Río de Janeiro, agregó dos terceros lugares más. Fuchs terminó la temporada en el cuarto lugar, detrás de Biaggi, Waldmann y Olivier Jacque.
Un año más tarde, dio el salto a los 500 c.c.. Un sexto lugar en Brasil fue el mejor resultado para Fuchs en el ELF 500. En 1998, el alemán regresó a los 250 c.c. y logró el último de los cinco podios en el Gran Premio de Alemania quedó segundo, por detrás de Valentino Rossi y por delante de Haruchika Aoki. La temporada terminó con una caída, que supuso también el final prematuro de su carrera. Inicialmente, Fuchs quería intentó volver pero no lo logró y tuvo que retirarse. Una vez lejos de la competición, se convirtió en miembro de la GP Racing School.